# Leul
Le'ul (auch Leul, äthiop. ልዑል) war ein Titel am Hof des Negus Negest (Kaisers) von Äthiopien und bedeutet sinngemäß Seine Hoheit. Der Titel wurde nur den leiblichen Söhnen des Kaisers sowie den Enkeln der männlichen Abstammungslinie verliehen. Die Abstammungslinie des äthiopischen Kaisers stammte ursprünglich von dem israelitischen König Salomo ab. Der Titel Leul wurde also nur Personen israelitischer Abstammung verliehen. So wurde jedem höheren militärischen und administrativen Rang der Titel eines Le’ul vorangestellt, sofern dieser aus der männlichen Blutlinie abstammte (z. B. Le‘ul Ras).

Den Töchtern des Kaisers sowie den Enkelinnen der weiblichen Blutlinie wurde der Titel Le’elt (auch Leelt, ልዕልት), was sinngemäß Ihre Hoheit bedeutet, verliehen. Es konnte aber auch der  Ehefrau eines Le'ul der Titel einer Le'elt verliehen bekommen, obwohl sie nicht vom Kaiser abstammte. Voraussetzung für die  Verleihung des Titels war demnach, bei männlichen Personen zumindest, eine Blutsverwandtschaft mit dem Kaiser in männlicher Linie. Anderen Personen war es nicht möglich, diesen Titel zu erlangen.